# Надя Стайлз
Патріс Рольдан (нар. 25 червня 1982), відома як Надя Стайлз (англ. Nadia Styles) — американська порноакторка.

## Біографія
Народилася в Лос-Анджелесі. 
У 17 років мати вигнала її з дому. Стайлз, прочитавши рекламу в LA Weekly, стала зніматися як інтернет-модель. 
У 19 років потрапила в порноіндустрію в порнофільмі для студії New Sensations і майже відразу ж захворіла гонореєю. Вже на другий рік у порноіндустрії заробляючи 100 000 доларів в рік, вона почала вживати наркотики і болезаспокійливі, такі як вікодин, а також зловживати алкоголем.
Знялася в понад 250 порнофільмах і кілька разів заражалась гонореєю та іншими ІПСШ, а також один раз завагітніла і була змушена зробити аборт.
У грудні 2008 року оголосила, що йде з порноіндустрії і стає християнкою, затятою противницею порноіндустрії і членкинею організації Pink Cross. 
У 2014 році заявила, що збирається продовжити зніматися в порнофільмах, і порвала стосунки з Pink Cross Foundation.
У 2015 році знялася у відеоролику для сайту Funny or Die разом з Ніною Елі і Мерседес Каррерою, критикуючи прем'єру фільму «П'ятдесят відтінків сірого», який вони звинуватили в тому, що він проти жінок, погано написаний і показує «секс без сексу».

## Премії і номінації
- 2005 номінація на AVN Award — «краща сцена тріолізму, відео» за Double Teamed, Digital Sin (разом з Марко Бандерасом і Беном Інглішем)[8]
- 2006 номінація на AVN Award — «краща сцена анального сексу, відео» за Barely Legal Corrupted, Hustler Video (разом з Куртом Локвудом)[9]
- 2009 номінація на AVN Award — «сама скандальна сцена сексу» за Squirt Gangbang 2 (разом з Аннет Шварц, Джада Фаєр, Флауер Туччі, Angela Stone, Britney Stevens, Ariel X. і Кайлі Уайлд)[10]